# Saint-Prix (Ardèche)
Saint-Prix ist eine französische Gemeinde im Département Ardèche in der Region Auvergne-Rhône-Alpes. Sie gehört zum Kanton Haut-Vivarais und zum Arrondissement Tournon-sur-Rhône. 
Sie grenzt:
- im Norden an Désaignes,
- im Osten an Saint-Basile,
- im Süden an Belsentes mit Saint-Julien-Labrousse und Nonières,
- im Südwesten an Saint-Jean-Roure,
- im Nordwesten an Saint-Agrève.

Die Bewohner nennen sich Saint-Prirois oder Saint-Priroises.

## Bevölkerungsentwicklung
| Jahr                       | 1962 | 1968 | 1975 | 1982 | 1990 | 1999 | 2008 | 2014 |
| -------------------------- | ---- | ---- | ---- | ---- | ---- | ---- | ---- | ---- |
| Einwohner                  | 451  | 417  | 344  | 277  | 221  | 250  | 253  | 273  |
| Quellen: Cassini und INSEE |      |      |      |      |      |      |      |      |

## Sehenswürdigkeiten
- Flurkreuze: Croix de Baudon, Croix de la Chapelle, Croix de la place de l’église, Croix de Romanet, Croix du cimetière und Croix du haut du village
- Militärfriedhof
- Kapelle Notre-Dame de Pitié
- Kirche Saint-Prix

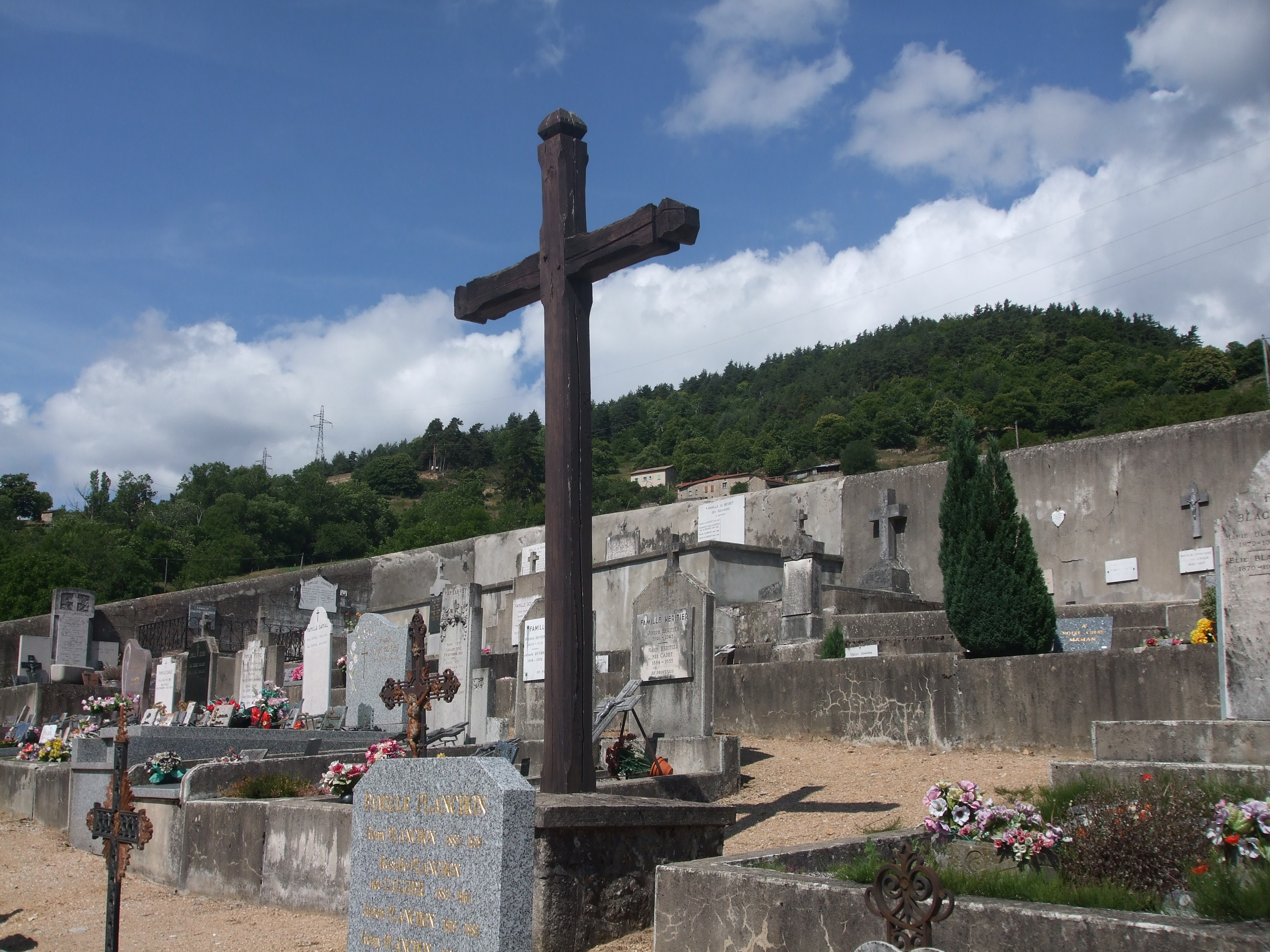
Flurkreuz am Militärfriedhof
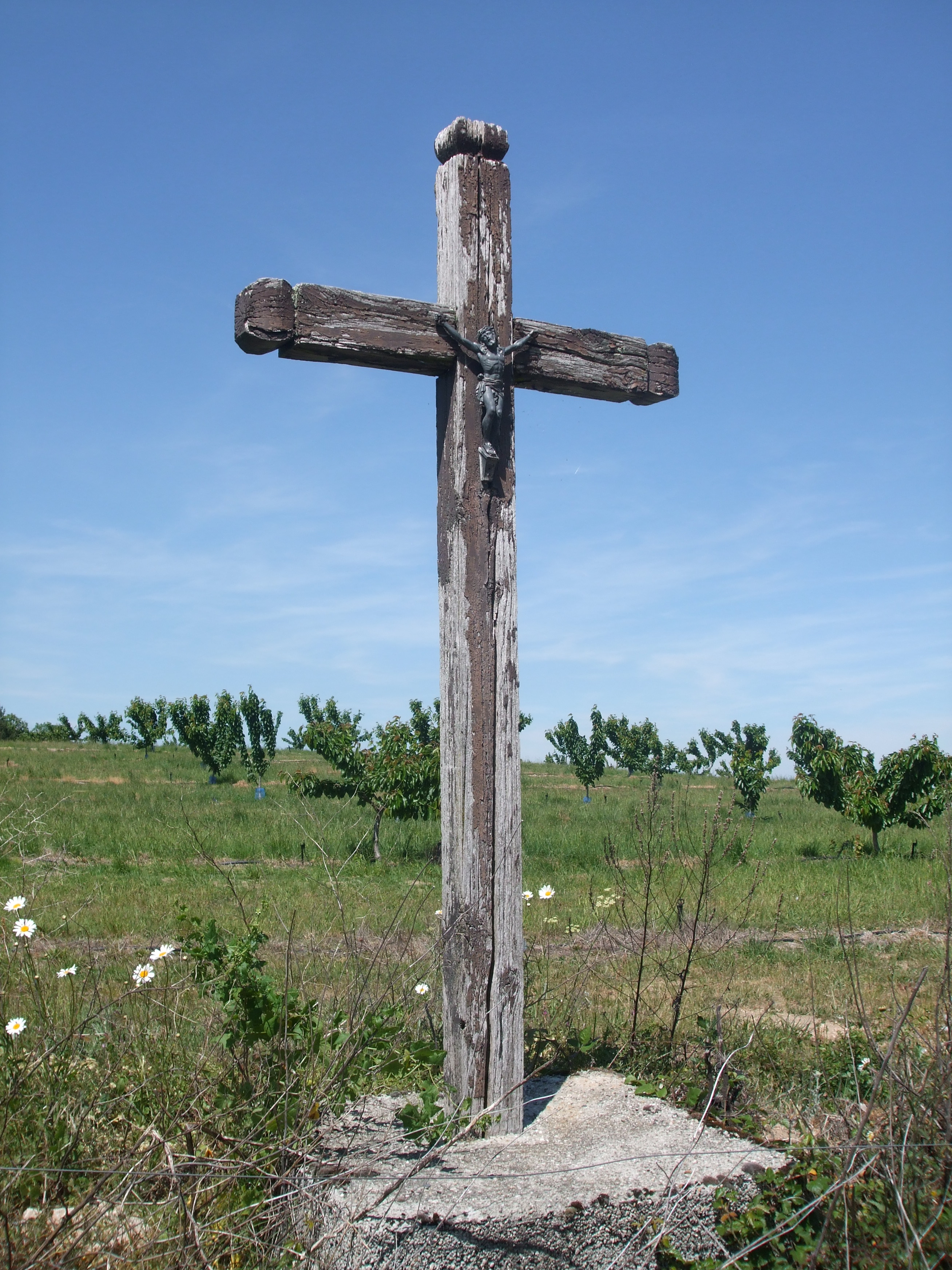
Croix de Romanet
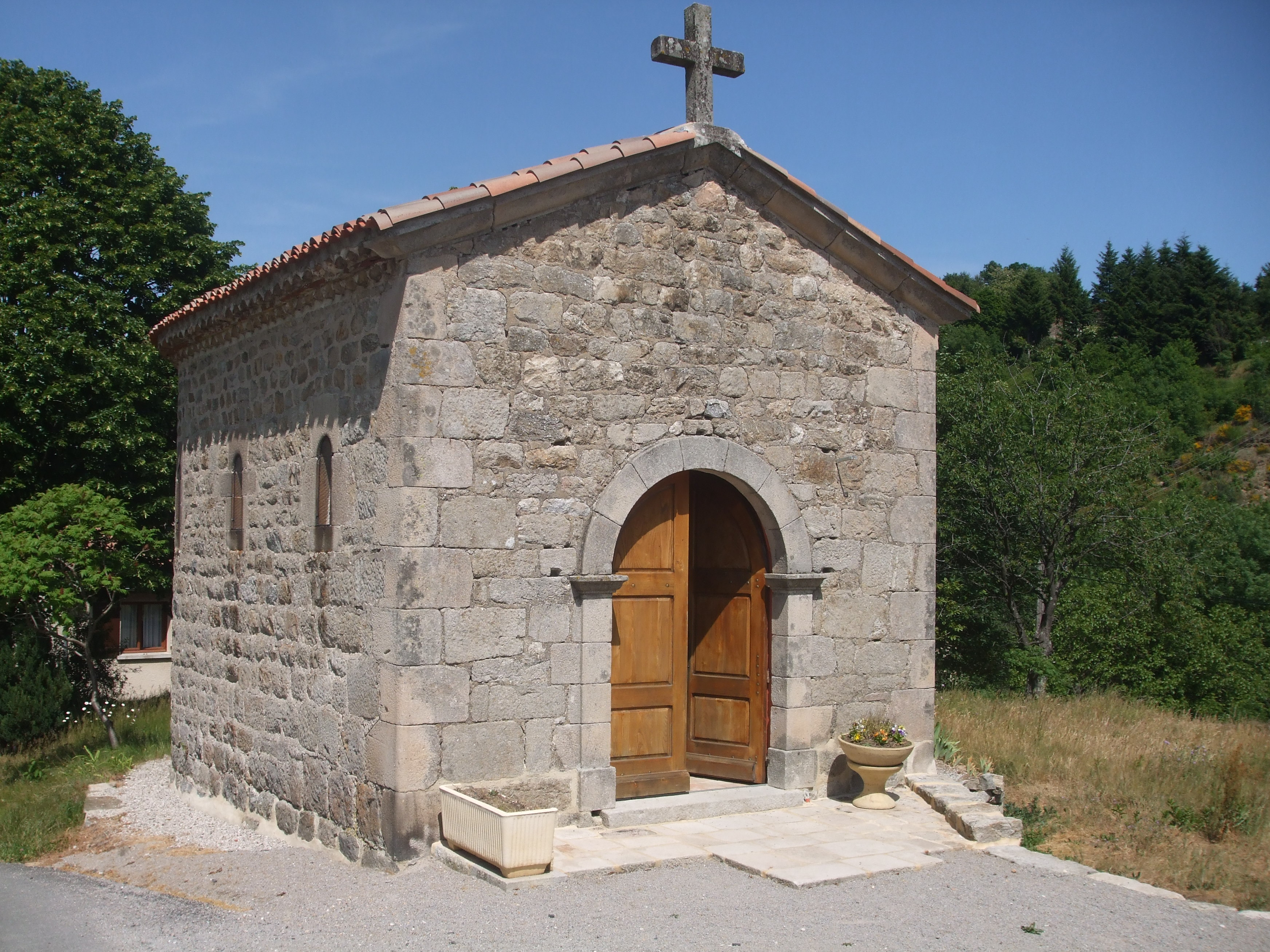
Kapelle Notre-Dame de Pitié
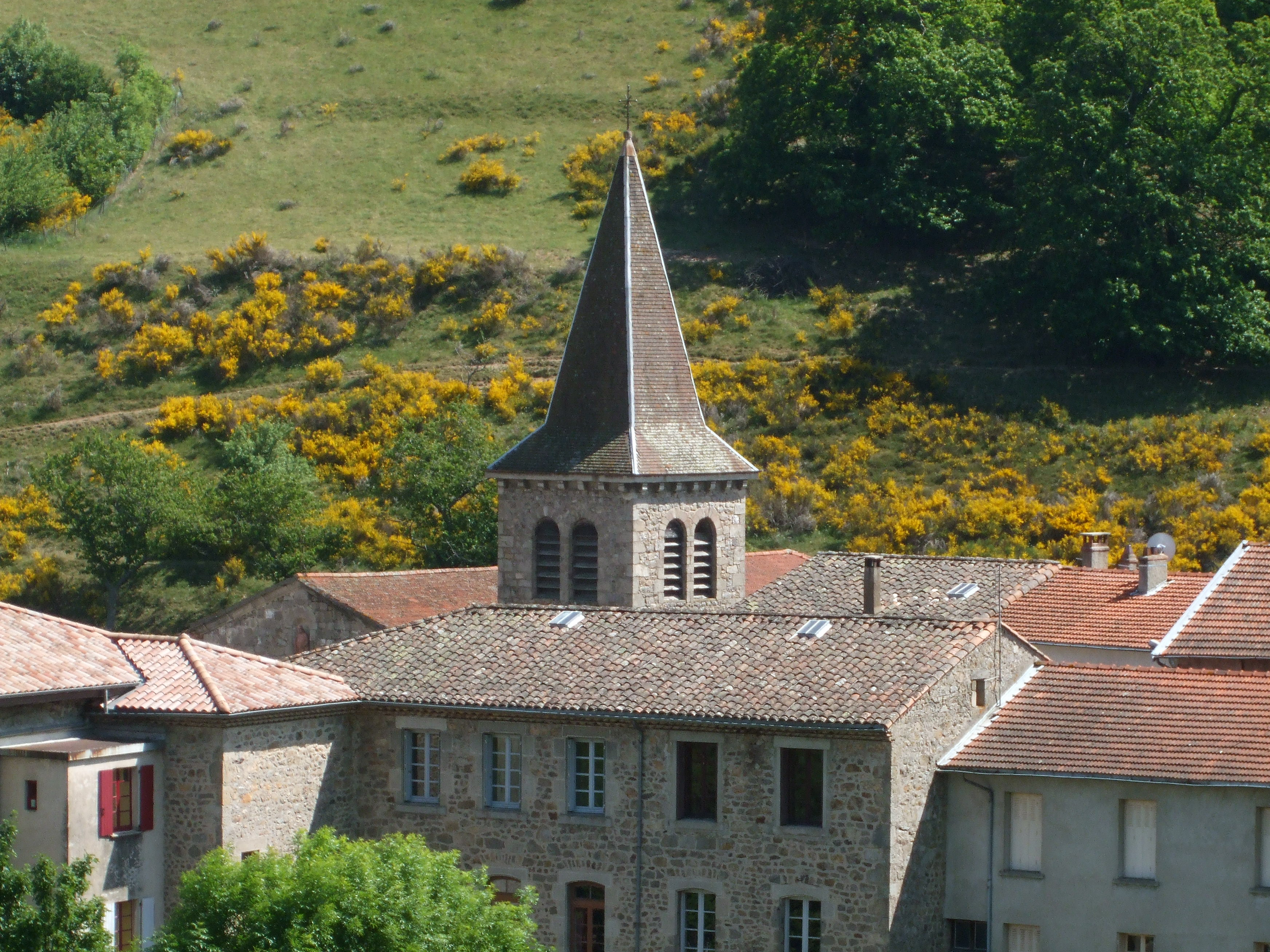
Kirche Saint-Prix